# 네온비
네온비(1985년 7월 25일 ~ )는 대한민국의 인터넷 웹툰 만화가이다. 대한민국의 웹툰 만화가 캐러멜의 배우자이다.

## 네온비
같은 만화 작가인 캐러멜과 2011년 결혼했고, 남편과 공동 작업한 웹툰 ‘다이어터’, ‘기춘씨에게도 봄은 오는가’ 등의 스토리 작가로 활동했다.
포털 사이트 다음에 ‘결혼해도 똑같네(cartoon.media.daum.net/webtoon/view/afterwedding 보관됨 2012-10-28 - 웨이백 머신)’를 연재했는데,
보면 볼수록 결혼하고 싶어진다는 의미에서 독자들은 이 웹툰을 ‘결혼 장려 만화’라고 불렀다. 이후로도 나쁜상사라는 웹툰도 연재하고, 지옥사원, 세기의 악녀 등 부지런히 다작 활동을 하고 있다.

## 작품
- 《기춘씨에게도 봄은 오는가 보관됨 2012-09-10 - 웨이백 머신》
  - 2011년 4월부터 2011년 10월까지 21회분으로 다음 연재
- 《다이어터》
  - 2011년 2월부터 2012년 7월까지 110회분으로 다음 연재
- 《결혼해도 똑같네 보관됨 2012-10-28 - 웨이백 머신》
  - 2012년 3월부터 2013년 5월까지 3부작으로  다음 연재
- 《나쁜상사》
  - 2013년 5월부터 2015년 3월까지 59회분으로 레진코믹스 연재
- 《지옥사원》
  - 2017년 6월 6일 시즌1 시작, 2019년 07년 23일 110화로 시즌1 완결. 다음에서 연재 중.
- 《세기의 악녀》
  - 2018년 6월 26일 연재 시작 2019년 10월 29일 52화로 완결. 봄툰에서 연재.
- 《미완결[깨진 링크(과거 내용 찾기)]》
  - 2020년 01년 24일 연재 시작. 다음[깨진 링크(과거 내용 찾기)]에서 연재중.
- 《켈로이드》레진코믹스 연재중